# Río Cascajal
Der Río Cascajal ist ein etwa 108 km langer Fluss in den Provinzen Lambayeque (Region Lambayeque) und Sechura (Region Piura) im Nordwesten von Peru. Einschließlich Quellflüssen beträgt die Gesamtlänge 146 km.  Das Flussbett am Unterlauf führt nur selten Wasser.

## Flusslauf
Der Río Cascajal entsteht am Fuße der peruanischen Westkordillere am Zusammenfluss von Río Tocto und Río Palo Blanco. Die Quellflüsse entspringen in der peruanischen Westkordillere im Distrikt Huarmaca der Provinz Huancabamba (Region Piura). Der Río Cascajal durchfließt auf seinen 5 Kilometern ein breites Tal, das im Westen von einem Ausläufer der Anden flankiert wird in südsüdwestlicher Richtung. 6 Kilometer nördlich der Kleinstadt Olmos biegt sich der Río Cascajal scharf nach Westen ab und erreicht die wüstenhafte Küstenebene. Bei Flusskilometer 93 passiert der Fluss die am Nordufer gelegene Ortschaft Corral de Arena. Etwa bei Flusskilometer 80 trifft der Río Insculas von Norden kommend auf den Río Cascajal. Dieser setzt seinen Lauf in westlicher Richtung durch die Sechura-Wüste fort. Der Flusslauf endet in der Laguna de La Niña. Der etwa 75 km lange untere Flussabschnitt führt nur während Starkregenereignissen, die durch das Wetterphänomen El Niño ausgelöst werden, Wasser.

## Quellflüsse
Der Río Tocto, im Oberlauf Río Yahuangate, ist der 34 km lange rechte Quellfluss des Río Cascajal. Sein Quellgebiet (⊙) befindet sich an der kontinentalen Wasserscheide auf einer Höhe von etwa 2900 m. Er fließt anfangs 15 km nach Westen. Auf diesem Flussabschnitt heißt er auch Río Yahuangate. Anschließend biegt er scharf in Richtung Südsüdwest ab. Bei Flusskilometer 14 passiert er die am linken Flussufer gelegene Ortschaft Tocto. Das Flusstal verbreitert sich allmählich. Bei Flusskilometer 6 erreicht der Río Tocto die Provinz Lambayeque.
Der Río Palo Blanco ist der 38 km lange linke Quellfluss des Río Cascajal. Er entspringt (⊙) auf einer Höhe von ungefähr 2500 m. Das Quellgebiet liegt an der kontinentalen Wasserscheide, 4 km nördlich des Bergpasses Abra de Porculla. Der Río Palo Blanco fließt in überwiegend westlicher Richtung durch das Bergland. Bei Flusskilometer 18 erreicht er die Provinz Lambayeque. Auf seinen letzten 9 Kilometern verbreitert sich das Flusstal. Bei Flusskilometer 5 wendet sich der Río Palo Blanco in Richtung Südsüdwest und vereinigt sich schließlich mit dem weiter westlich fließenden Río Tocto zum Río Cascajal.

## Einzugsgebiet
Das Einzugsgebiet des Río Cascajal umfasst eine Fläche von schätzungsweise 5400 km². Im Osten reicht es bis zur kontinentalen Wasserscheide. Im Westen erstreckt sich das Einzugsgebiet des Río Cascajal über die Sechura-Wüste. Das Einzugsgebiet des Río Cascajal grenzt im Norden an das des Río Piura, im Osten an das des Río Huancabamba sowie im Süden an das des Río Olmos.

## Hydrologie
Die Abflussmenge des Río Cascajal schwankt jahresweise sehr stark. In trockenen Jahren fällt der Fluss mehrere Monate trocken. In niederschlagsreicheren Jahren führt der Río Cascaja von Mitte November bis Mitte April die größten Wassermengen. Bei Starkregenereignissen wie während des El Niño kann es entlang dem Flusslauf zu Überschwemmungen kommen. Das Flusswasser des Río Cascajal wird größtenteils zur Bewässerung der umliegenden Agrarflächen genutzt.